# Marian Wasilewski (żołnierz)
Marian Wasilewski (ur. 15 stycznia 1921 w Wysokiem Mazowieckiem, zm. 17 stycznia 2010 w Warszawie) – generał brygady Wojska Polskiego.

## Życiorys
Przed wybuchem wojny w 1939 ukończył szkołę handlową w Wysokiem Mazowieckiem. W wojnie obronnej 1939 brał udział jako junak przysposobienia wojskowego w Białymstoku i Wysokiem Mazowieckiem. W czerwcu 1941 wywieziony w głąb kraju, zimą 1941 (wraz z rodziną) deportowany na Syberię do Autonomicznej Republiki Komi. Na zesłaniu pracował w fabryce.
W 1943 wstąpił do 1 Dywizji Piechoty im. Tadeusza Kościuszki w Sielcach nad Oką. Ukończył Szkołę Podchorążych Piechoty przy 1 Dywizji Piechoty i 28 sierpnia 1943 został promowany przez gen. Zygmunta Berlinga na stopień chorążego w korpusie oficerów piechoty. Od lipca 1944 pomocnik szefa sztabu batalionu piechoty zmotoryzowanej 1 Brygady Pancernej im. Bohaterów Westerplatte. Walczył m.in. pod Lublinem, Studziankami, o wyzwolenie Warszawy, Torunia, w walkach na Wale Pomorskim oraz o wyzwolenie Gdańska. W 1945 awansował na porucznika. 
Po wojnie był dowódcą batalionu czołgów. Po ukończeniu w 1946 kursu oficerów broni pancernej w Poznaniu awansował na majora i został wyznaczony na szefa sztabu 8 Pułk Artylerii Pancernej w Śremie. Pułk ten wchodził w skład Okręgu Wojskowego nr III w Poznaniu. Następnie służył w 10 Dywizji Pancernej w Opolu i w sztabie 1 Korpusu Pancernego w Gdańsku. W latach 1955–1957 studiował w  Wojskowej Akademii Sztabu Generalnego Sił Zbrojnych ZSRR im. Klimenta Woroszyłowa w Moskwie awansując do stopnia pułkownika. Po powrocie do kraju został skierowany do służby w szkolnictwie wojskowym w Akademii Sztabu Generalnego WP w Rembertowie. W latach 1963–1965 był zastępcą szefa sztabu Pomorskiego Okręgu Wojskowego w Bydgoszczy.  
Od 2 grudnia 1966 do 17 kwietnia 1967 był dowódcą 8 Dywizji Zmechanizowanej w Koszalinie. W latach 1967–71 był dowódcą 20 Dywizji Pancernej w Szczecinku.  9 października 1968 uchwałą Rady Państwa PRL mianowany na stopień generała brygady. Nominację otrzymał 12 października 1968 w Belwederze z rąk przewodniczącego Rady Państwa PRL, marszałka Polski Mariana Spychalskiego. Od 1971 był zastępcą komendanta Wydziału Wojsk Lądowych i szefem Katedry Taktyki Ogólnej Akademii Sztabu Generalnego WP.
W listopadzie 1981 na podstawie rozkazu personalnego MON z 2 czerwca 1981 przeszedł w stan spoczynku. Z tej okazji został pożegnany przez wiceministra obrony narodowej, szefa Sztabu Generalnego WP gen. broni Floriana Siwickiego.

## Odznaczenia
- Order Virtuti Militari V klasy
- Order Sztandaru Pracy II klasy (1969)
- Krzyż Oficerski Orderu Odrodzenia Polski
- Krzyż Kawalerski Orderu Odrodzenia Polski
- Medal za Odrę, Nysę, Bałtyk
- Medal za Warszawę 1939–1945
- Medal „Za udział w walkach o Berlin”
- Medal Zwycięstwa i Wolności 1945
- Medal 10-lecia Polski Ludowej
- Medal 30-lecia Polski Ludowej
- Medal 40-lecia Polski Ludowej
- Złoty Medal „Siły Zbrojne w Służbie Ojczyzny”
- Srebrny „Siły Zbrojne w Służbie Ojczyzny”
- Brązowy „Siły Zbrojne w Służbie Ojczyzny”
- Złoty Medal „Za zasługi dla obronności kraju”
- Srebrny Medal „Za zasługi dla obronności kraju”
- Brązowy Medal „Za zasługi dla obronności kraju”
- Odznaka Grunwaldzka
- Order Wojny Ojczyźnianej I stopnia (ZSRR, 1968)[2]
- Medal „Za zwycięstwo nad Niemcami w Wielkiej Wojnie Ojczyźnianej 1941–1945” (ZSRR, 1946)
- Medal jubileuszowy „Dwudziestolecia zwycięstwa w Wielkiej Wojnie Ojczyźnianej 1941–1945” (ZSRR)
- Medal jubileuszowy „Trzydziestolecia zwycięstwa w Wielkiej Wojnie Ojczyźnianej 1941–1945” (ZSRR)
- Medal jubileuszowy „Czterdziestolecia zwycięstwa w Wielkiej Wojnie Ojczyźnianej 1941–1945” (ZSRR)
- inne odznaczenia

## Życie prywatne
Był synem Konstantego i Bronisławy z domu Kościuszko. Żonaty, żona Irena Wasilewska z domu Kłosowska (1925-2013). Miał syna i córkę.

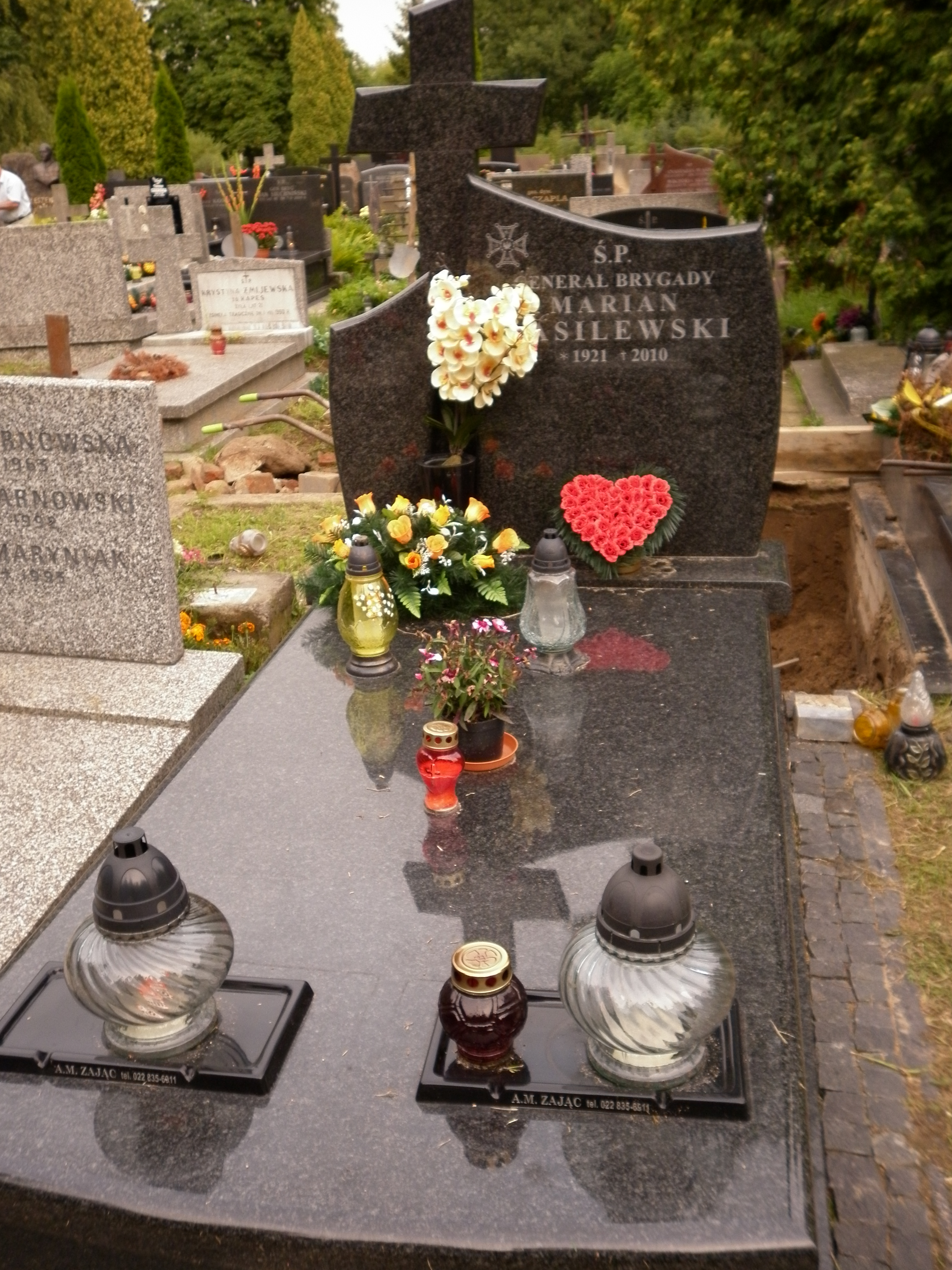
Grób Mariana Wasilewskiego na Cmentarzu Wojskowym na Powązkach